# WASP-15b
WASP-15b es un planeta extrasolar que orbita la estrella WASP-15, estrella de magnitud aparente 10.9, clase tipo espectral F5 y que posee una temperatura en su fotósfera de 6400 K. Se encuentra a unos 1000 años luz de distancia.
Su radio y masa indican que posiblemente se trate de un gigante gaseoso, similar a Júpiter, aunque por su cercanía con su estrella (un 5% de la distancia de la Tierra al Sol), se clasificaría como un Júpiter caliente. No ha sido informada su ascensión recta ni su declinación.